# Grasanjer
De grasanjer (Dianthus plumarius) is een plant uit de anjerfamilie. 
... · 
D. acicularis ·  
D. alpinus (Alpenanjer) ·  
D. armeria (Ruige anjer) ·  
D. barbatus (Duizendschoon) ·  
D. callizonus ·  
D. carthusianorum (Kartuizer anjer) ·  
D. caryophyllus (Tuinanjer) ·  
D. chinensis (Chinese anjer) ·  
D. deltoides (Steenanjer) ·  
D. gratianopolitanus (Rotsanjer) ·  
D. hypanicus ·  
D. lumnitzeri ·  
D. plumarius (Grasanjer) ·  
D. sternbergii ·  
D. superbus (Prachtanjer) ·  
D. sylvestris (Bosanjer) ·    
...